# Cantonul Morlaix
Cantonul Morlaix este un canton din arondismentul Morlaix, departamentul Finistère, regiunea Bretania, Franța.

## Comune
- Morlaix (reședință)
- Plourin-lès-Morlaix
- Sainte-Sève
- Saint-Martin-des-Champs